# Федерико II да Монтефельтро
Федерико II да Монтефельтро (итал. Federico Paolo Novello da Montefeltro; ум. 1370) — титулярный граф Монтефельтро с 1361/1364 и Урбино с 1367 года.
Единственный сын Нольфо I да Монтефельтро (ум. 1361/1364) и его не известной по имени жены. После смерти дяди, Никколо Монтефельтро (1367), унаследовал титул графа Урбино.
В 1369 году представители рода Монтефельтро были изгнаны из Урбино, его папским наместником назначен Пандольфо II Малатеста. В декабре 1375 года сын Федерико II Антонио восстановил свою наследственную власть в городе.
Жена (1365) — Теодора Гонзага, дочь сеньора Мантуи Уголино Гонзага (ум. 1362) и Камиллы делла Герардеска.
Сын:
- Антонио II (ум. 1404), граф Урбино с 1375.

В сохранившихся прижизненных документах Федерико II да Монтефельтро не упоминается. Все сведения о нём взяты из более поздних исторических сочинений.